# Робинсон, Зулейка
Зуле́йха Ро́бинсон (англ. Zuleikha Robinson, род. 29 июня 1977, Лондон, Великобритания) — британская актриса. Наиболее известна благодаря ролям в таких фильмах и сериалах как «Идальго», «Венецианский купец», «Одинокие стрелки», «Новый Амстердам», «Остаться в живых» и «Рим».

## Биография
Зулейха Робинсон родилась 29 июня 1977 года в Лондоне. Её отец — англичанин, а мать — бирманка индо-мусульманского происхождения. Её имя имеет персидские корни. Она окончила Американскую академию драматических искусств в Лос-Анджелесе. В ней течёт кровь иранцев, малайзийцев, шотландцев.
Робинсон начала свою актёрскую карьеру в начале 2000-х годов. Зрителям известна благодаря роли Ив Адель Харлоу в телесериале «Одинокие стрелки». У неё была небольшая, но довольно заметная, роль рабыни Гайи в сериале «Рим» (производство HBO), сыграла детектива Еву Маркес в телевизионной драме «Новый Амстердам» (производство Fox) и появилась в одном эпизоде сериала «Секретные материалы». В 2004 году она сыграла Джазиру в фильме «Идальго» и Джессику в «Венецианском купце».
В 2009 году Зулейху приглашают в телесериал «Остаться в живых» (производство ABC), где она играет загадочную Илану в пятом сезоне. В шестом сезоне она также возвращается в роли Иланы, но уже не как приглашённая звезда, а как член основного актёрского состава.
В 2015 году снялась в третьем сезоне сериала канала Fox «Последователи».
В 2016 году Робинсон получила одну из центральных ролей в сериале производства Шонды Раймс «Всё ещё связанные».

## Фильмография
| Год       |   | Русское название                | Оригинальное название          | Роль                        |
| --------- | - | ------------------------------- | ------------------------------ | --------------------------- |
| 2001      | с | Одинокие стрелки                | The Lone Gunmen                | Ив Адель Харлоу             |
| 2002      | с | Секретные материалы             | The X-Files                    | Ив Адель Харлоу / Лоис Ранс |
| 2004      | ф | Идальго                         | Hidalgo                        | Джазира                     |
| 2004      | ф | Венецианский купец              | The Merchant of Venice         | Джессика                    |
| 2006      | ф | Тёзка                           | The Namesake                   | Мушими Мазумдар             |
| 2007      | с | Рим                             | Rome                           | Гайя                        |
| 2008      | с | Новый Амстердам                 | New Amsterdam                  | Ева Маркес                  |
| 2009—2010 | с | Остаться в живых                | Lost                           | Илана Вердански             |
| 2012      | с | Родина                          | Homeland                       | Роя Хаммад                  |
| 2013      | с | Менталист                       | Mentalist                      | доктор Соня Кидд            |
| 2013      | с | Тайные операции                 | Covert Affairs                 | Бьянка Мэннинг              |
| 2014      | с | Искусственный интеллект         | Intelligence                   | Амелия Хейс                 |
| 2013—2014 | с | Однажды в Стране чудес          | Once Upon a Time in Wonderland | Амара / Змея                |
| 2014      | ф | Проси меня о чём угодно (фильм) | Ask Me Anything                | Эфрин                       |
| 2014      | с | Королевство                     | Kingdom                        | Эллисон                     |
| 2015      | с | Последователи                   | The Following                  | Гвен                        |
| 2015      | ф | Мальчишка                       | The Boy                        | Мама                        |
| 2016      | с | Всё ещё связанные               | Still Star-Crossed             | Леди Капулетт               |
| 2016      | ф | Американская басня              | American Fable                 | Вера                        |